# Condado Maldito
Condado Maldito é uma série norte-americana de quadrinhos que foi publicada entre 2015 e 2018. Foi criada pelo roteirista Cullen Bunn e pelo ilustrador Tyler Crook, publicada pela Dark Horse Comics.
Foi licenciada no Brasil pela DarkSide Books e pela Macabra.TV e publicada a partir de 2020. Ao todo, terá oito volumes no Brasil.

## Enredo
Condado Maldito se passa em uma comunidade rural no sul dos Estados Unidos. Nela mora Emmy Crawford, uma jovem de 18 anos que descobre ser uma bruxa, supostamente a reincarnação da poderosa bruxa Hester Beck, morta por uma de suas criações. A floresta ao redor de sua casa é repleta de fantasmas e monstros e quando descobre que está ligada a essas criaturas, Emmy terá que decidir qual lado deverá escolher, o da luz ou da escuridão.

## Simbolismo
Considerado um comming of age, ou seja, uma história de crescimento e amadurecimento da protagonista que terá seu caráter e sua força postos à prova por forças sobrenaturais, Condado Maldito é uma história de horror e uma fantasia sombria onde personagens serão confrontados com seus piores medos.
Seu gênero é o do Southern Gothic, cujos temas são papéis de gênero ambivalentes, cenários decaídos ou abandonados, situações grotescas, e/ou outros eventos sinistros relacionando para ou derivados da pobreza, alienação, crime, ou violência, com personagens profundamente falhos, perturbadores ou excêntricos que podem ou não usar magia e bruxaria. O tema foi trazido para o quadrinho pelo roteirista, Cullen Bunn, que é do sul dos Estados Unidos.

## Personagens principais
Emmy Crawford
Uma bruxa de 18 anos que acredita-se ser a reincarnação da bruxa Hester Beck.
Bernice Anderson
Melhor amiga de Emmy, neta de Riah Anderson e estudante em Lovey Belfont.
Isaac Crawford
Pai adotivo de Emmy. Foi criado por Hester.
Kammi
Irmã gêmea maligna de Emmy.
Lady Lovey Belfont
Uma senhora que passou a vida capturando os servos de Hester Beck.
Riah Anderson
Amigo de Isaac e residente de Mason's Hollow. Foi criado por Hester.

## História da publicação
Condado Maldito começou como um conto chamado Countless Haints, escrito por Cullen Bunn e publicado por conta em seu site pessoal. Countless Haints teve dez capítulos. Depois a história foi reescrita e imaginada com um quadrinho com a arte do co-criador Tyler Crook. A protagonista, Madrigal, foi rebatizada para Emmy e o período foi alterado dos dias atuais para a década de 1930. O local também foi alterado, de Ahmen's Landing para Harrow County, o nome original.
Quando Bunn começou a trabalhar na série, escreveu os dois primeiros arcos narrativos para que contassem uma história bastante completa, embora esperasse que o quadrinho se tornasse popular o suficiente para se tornar uma série contínua. Crook optou por fazer o quadrinho em aquarela para fugir do computador e deixar o projeto mais divertido para si mesmo. Como parte do material promocional do quadrinho, ele criou um formulário especial de pedido e fez vídeos de processo mostrando suas aquarelas. Crook inclusive compôs duas músicas para estes dois arcos narrativos.
Enquanto o quadrinho era publicado nos Estados Unidos, Cullen Bunn e Tyler Crook compartilhavam o processo criativo em uma coluna chamada The Harrow County Observer no canal do YouTube de Crook.

## Prêmios
| Ano  | Prêmio             | Categoria                | Indicado                                   | Resultado | Ref.   |
| ---- | ------------------ | ------------------------ | ------------------------------------------ | --------- | ------ |
| 2015 | Bram Stoker Awards | Graphic Novel            | Harrow County – Volume 1: Countless Haints | Indicado  | [ 10 ] |
| 2016 | Eisner Awards      | Melhor série estreante   | Cullen Bunn e Tyler Crook                  | Indicado  | [ 11 ] |
| 2016 | Ghastly Awards     | Melhor título recorrente | Cullen Bunn e Tyler Crook                  | Venceu    | [ 12 ] |
| 2016 | Ghastly Awards     | Melhor roteirista        | Cullen Bunn                                | Venceu    | [ 12 ] |
| 2016 | Ghastly Awards     | Melhor ilustrador        | Tyler Crook                                | Venceu    | [ 12 ] |